# Theodore Willem Serraris
Jhr. mr. Theodore Willem Serraris (Oirschot, 12 juni 1908 - Bergen-Belsen, 10 maart 1945) was een Nederlands burgemeester.

## Biografie
Serraris was lid van de familie Serraris en een zoon van burgemeester jhr. mr. Theodore Emmanuel Serraris (1875-1946) en Maria Philippine Ghislaine barones van Oldeneel tot Oldenzeel (1883-1959). Hij studeerde rechten aan de Katholieke Universiteit Nijmegen waar hij in 1934 trouwde met Henriette Francisca Maria Swane (1906-1974) met wie hij twee kinderen kreeg. Met ingang van 15 september 1938 werd hij benoemd tot burgemeester van Heeze. Met ingang van 8 juli 1944 werd hij, zoals meer burgemeesters, door de bezettende macht ontslagen. Hij zat in het verzet en overleed vlak voor het einde van de oorlog in concentratiekamp Bergen-Belsen.
Zijn broer W.J.Th. Serraris, die dezelfde opleiding gevolgd had, was werkzaam als ambtenaar. Tijdens de oorlog was hij verzetsman, aan het einde van de oorlog hoofd politieke zaken van de Binnenlandse Strijdkrachten, en zat een periode ondergedoken. Na de oorlog werd hij rechter.